# Errol Fuller
Errol Fuller (Blackpool, 19 giugno 1947) è uno scrittore e pittore inglese, risiede a Tunbridge Wells, nel Kent.

## Biografia
È nato a Blackpool, nel Lancashire, ed è cresciuto nella parte sud di Londra, in Inghilterra. In particolare ha scritto una serie di libri sulle specie scomparse, tra i quali ricordiamo Extinct Birds (Penguin Viking, 1987 e Oxford University Press, 2000), The Great Auk (Harry N. Abrams, 1999), The Lost Birds of Paradise (Swann Hill Press, 1995), Dodo – From Extinction to Icon (HarperCollins, 2002) e, in collaborazione con l'artista neozelandese Raymond Ching, Kiwis (Seto Publishing Auckland).